# 長坂好子
長坂 好子（ながさか よしこ、1891年（明治24年）5月29日 - 1970年（昭和45年）9月30日）は、日本の声楽家（ソプラノ）・音楽教育者。日本の洋楽の黎明期に優れた門下生を数多く育てた。

## 経歴
愛知県名古屋市出身。1914年（大正3年）東京音楽学校（現：東京藝術大学）卒業。三浦環に師事。
1915年（大正4年）下半期だけでも5回の演奏記録があり、同年10月29日に神田青年会館にて「二十世紀社主催 音楽会」に出演。1916年（大正5年）11月16日には「皇后行啓演奏会」にて御前演奏をする。1920年（大正9年）12月3、4日 東京音楽学校第39回定期演奏会、11日 南葵樂堂「ベートーヴェン［生誕］百五十年紀念 音樂會」に出演（指揮：グスタフ・クローン ソプラノ：長坂好子 ピアノ：小倉末子）。1921年（大正10年）11月26日 東京音楽学校音楽会にて『汝は花の如し』を歌う。レーヴェ夫人主催 女流声楽家大演奏会（出演者：長坂好子/立松房子/早川美奈子/渡辺宣子/岡見幾久子/武岡鶴代/斎藤英子/伴・ラウルトップ）に出演。1924年（大正13年）11月29日 東京音楽学校奏楽堂でベートーヴェン『第九』を日本初演（東京音楽学校奏楽堂 指揮：グスタフ・クーロン 独唱：長坂好子 曽我部静子 澤崎定之 船橋栄吉 管弦楽：東京音楽学校）。1929年（昭和4年）10月20日 日比谷公会堂・開場記念演奏会（ソプラノ：長坂好子 ピアノ伴奏：高折宮次 ピアノ独奏：小倉末子 ヴァイオリン・ピアノ二重奏：安藤幸子 レオニード・コハンスキー）。1933年（昭和8年）12月14日 東京音楽学校第69回定期演奏会 日比谷公会堂 ブラームス『独乙鎮魂曲 作品45』 日本初演（指揮：クラウス・プリングスハイム ソプラノ：長坂好子 バリトン：澤崎定之）。1942年（昭和17年）12月13日 グレゴリアン音楽学会主催第2回宗教楽大演奏会（日比谷公会堂 指揮：山本直忠 独唱：鈴木次夫 長坂好子 田中伸枝 薗田誠一 矢田部勁吉 混声合唱：武蔵野音楽学校 女声合唱：紫会 東京交響楽団）に出演。戦前の日本を代表するソプラノ歌手の一人として、洋楽史において重要な数々の演奏会のソリストを務め、活発に演奏活動をした。
音楽教育者としては、すでに1919年（大正8年）3月 - 1922年（大正11年）3月の間には東京女子高等師範学校（現：お茶の水女子大学）において音楽を教えていることが確認できる。
1926年（大正15年）（1927年（昭和2年）4月としている資料もある。肩書は「音楽学校助教授」である） - 1928年（昭和3年）文部省派遣留学生としてイタリアに留学、ソルディーニに師事。1934年（昭和4年）母校東京音楽学校の教授となる。1934年（昭和9年） - 1935年（昭和10年）再びイタリア、ドイツに留学した。その後東京音楽学校教授に戻り、後進を指導した。
1938年4月に行われた第6回日本音楽コンクールでは声楽部門の審査員の一人として携わった。
また、女声合唱団「むらさき会」を組織したり、「コーロ・フローラ」を指導している記録もある（1942年（昭和17年）5月17日 長坂好子指導コーロ・フローラ第8回演奏会 日本青年館）。
戦時中は1942年4月18日に日本演奏家協会理事、1943年8月には合併により日本音楽文化協会理事となるが、戦局悪化に伴い1944年（昭和19年）に東京音楽学校教授の職を辞する。
戦後は演奏活動から離れ、後進の育成に注力し、多数の優秀な門下生を育成した。
1970年（昭和45年）9月30日死去。79歳没。

## 門下生
教育者として優れ、以下は全て長坂の門下生である。
関屋敏子、大橋國一、鈴木寛一、岡部多喜子、高柳二葉、有村祐輔、呂赫若、蝦名雅美、松田トシ（松田敏江）、浅野千鶴子、杵島純子、村井満寿、石崎宏男、比留間きぬ子、横井和子、安西愛子、小島琢磨、嶺貞子、

## 家族
夫は洋画家の長坂春雄 (1900-1973)

## 著書
- 女子中等音楽教科書 全4冊 長坂好子（編） 1935年 冨山房[40][41]

## 主なディスコグラフィー
国立国会図書館デジタルコレクションによる。2枚のレコードは教育用レコードとして発売された。
- 独唱：エレジー 作詞：堀内敬三 作曲：マスネー ソプラノ：長坂好子 ヴァイオリン：黒柳守綱 ピアノ：阿部万治郎（コロムビア（戦前）商品番号 33136 1933-12）
- 独唱：浜辺の歌 作詞：林古渓 作曲：成田爲三 ソプラノ：長坂好子 ピアノ：阿部万治郎（コロムビア（戦前）商品番号 33136 1933-12）
- 独唱：ジョセランの子守唄 作詞：妹尾幸陽 作曲：ゴダール ソプラノ：長坂好子 ピアノ：阿部万治郎（コロムビア（戦前）商品番号 33137 1934-02）
- 独唱：古戦場の秋 作詞：妹尾幸陽 作曲：成田爲三 ソプラノ：長坂好子 ピアノ：阿部万治郎（コロムビア（戦前）商品番号 33137 1934-02)

## 掲載記事
国立国会図書館デジタルコレクションによる。
- 月刊楽譜 21(2)2月號（月刊楽譜発行所 1932-02-01）二月二十四日獨唱會を開く長坂好子女史、一月十二日伊太利へ東京を發つたベルトラメリ能子女史、及びその送別演奏會
- 婦女界 46(1)（婦女界出版社 1932-07）がつちりした女先生長坂好子女史/長坂好子
- 月刊楽譜 23(7)7月號（月刊楽譜発行所 1934-07-01）時事新報掲載の「樂壇を斬る」をめぐる座談會/伊庭孝 牛山充 笈田光吉 鈴木乃婦子 須永克己 長坂好子 原善一郞 堀内敬三 野村光一 山根銀二
- 月刊楽譜 24(10)10月號（月刊楽譜発行所 1935-10-01)長坂好子氏と伴奏者 獨・伊への歌の旅（其一）/長坂好子
- 婦女界 55(2)（婦女界出版社 1937-02）〔一〕勲六等に叙せられた光榮の長坂好子敎授/A記者
- アルス音楽大講座 第8巻（アルス 1939）マルケージの練習 長坂好子
- 音楽の友 22(3)（音楽之友社 1964-03）私の先生 長坂好子先生--暖かさと厳しさと/嶺貞子
- 婦人之友 58(9)（婦人之友社 1964-09）口絵 若い人にかこまれて－八十才を祝う鈴木乃婦子さん/長坂好子
- 音楽の友.23(12)（音楽之友社 1965-12）アート・グラビア 中村健 三宅春恵 奥田智重子 中沢桂 川村英司 戸田敏子 平野忠彦 木村宏子 秋の演奏会たけなわ 音楽は世界のことば メリー・ポピンズ 音楽の裏方 長坂好子 あすなろ